# Adam Haslett
Adam Haslett (Kingston, Maddachusetts, 24 de diciembre de 1970) es un escritor estadounidense. Era el menor de tres hermanos, hijo de un hombre de negocios nacido en el Reino Unido e instalado en Estados Unidos, y de una maestra. De niño se le detectó dislexia. Parte de su infancia la pasó en Europa, en el Reino Unido. Su carrera académica incluye los títulos de Bachelor of Arts por el Swarthmore College (1992), Master of Fine Arts por la Universidad de Iowa (1999) y Juris Doctor por la Yale Law School (2003). Ha sido profesor visitante en el Programa de Escritura Creativa de Iowa y de la Universidad de Columbia.
Sus cuentos han aparecido en publicaciones tan prestigiosas como The New Yorker, Esquire, The Nation, The Atlantic y en la antología The Best American Short Stories. También sus cuentos se han difundido en la National Public Radio.

## Aquí no eres un extraño
Su primer libro, una colección de cuentos titulada Aquí no eres un extraño (2002), fue finalista del National Book Award (2002) y del Premio Pulitzer (2003). Su interés por historias de personajes solitarios o por situaciones sentimentales complicadas e intensas se debe, según su autor, a su condición de homosexual, que le lleva a empatizar con cualquier persona que se sienta aislada o diferente de la mayoría.

## Union Atlantic
En febrero de 2010 se publicó su primera novela, Union Atlantic. En ella anticipó la crisis financiera que sufrió Estados Unidos en 2008 (terminó y entregó su novela poco antes de la quiebra de Lehman Brothers).

## Premios y reconocimientos
- 2002: «Escritor del año», New York Magazine.
- 2002: Finalista del National Book Award.
- 2003: Finalista del Premio Pulitzer.
- 2003: L. L. Winship/PEN New England Award.
- 2006: PEN/Malamud Award.